# Martin County, Indiana
Martin County är ett administrativt område i delstaten Indiana, USA, med 10 334 invånare. Den administrativa huvudorten (county seat) är Shoals.

## Geografi
Enligt United States Census Bureau har countyt en total area på 882 km². 871 km² av den arean är land och 11 km² är vatten.

### Angränsande countyn
- Greene County - norr
- Lawrence County - öst
- Orange County - sydost
- Dubois County - söder
- Daviess County - väst

### Orter
- Crane
- Loogootee
- Shoals (huvudort)